# Shea Seals
Shea Seals, né le 26 août 1975 à Tulsa (États-Unis), est un joueur américain de basket-ball qui évoluait au poste d'arrière (1,96 m).

## Carrière

### Universitaire
- 1993-1997 : Golden Hurricane de Tulsa (NCAA1)

### Clubs
- 1997-1999 :  Lakers de Los Angeles (NBA)
- 1999-2000 :  ASVEL Villeurbanne (Pro A)
- 2000-2001 :  Kansas City Knights (ABA)
- 2001-2002 :  Indiana Legends (ABA)

- 2002-2002 :  Chalon-sur-Saône (Pro A)

Il a effectué aussi un court passage (2 matchs) au SLUC Nancy en 2001.
En 2003 il signe avec le BBCD (Besançon Pro B) pour quelques matchs de playoffs et aide le club à remonter en Pro A.

## Palmarès
- Finaliste du championnat de France en 2000 avec l'ASVEL